# Bürgermeisterei Aach
Die Bürgermeisterei Aach im Landkreis Trier im Regierungsbezirk Trier in der preußischen Rheinprovinz war eine Bürgermeisterei mit 5 Dörfern und 1 Hof, welche 91 Feuerstellen (Fst.) und 690 Einwohner (Einw.) (Stand 1828) hatten.
Darin:
- Aach, mit dem Altenhof, 1 Kathol. Pfarrkirche, 36 Fst., 298 Einw.; Gips- und Kalksteinbrüche

Ferner die Dörfer:
- Beßlich mit 6 Fst., 50 Einw.
- Newel mit 22 Fst., 141 Einw.
- Olk mit 20 Fst., 141 Einw.
- Lorich mit 7 Fst., 60 Einw.